# Shoţlū
Shoţlū (persiska: شُطلو, شطلو) är en ort i Iran.   Den ligger i provinsen Västazarbaijan, i den nordvästra delen av landet, 700 km nordväst om huvudstaden Teheran. Shoţlū ligger 790 meter över havet och antalet invånare är 630.
Terrängen runt Shoţlū är platt åt nordost, men åt sydväst är den kuperad.Runt Shoţlū är det ganska glesbefolkat, med 42 invånare per kvadratkilometer. Närmaste större samhälle är Bahlūl Kandī, 10,8 km söder om Shoţlū. Trakten runt Shoţlū består i huvudsak av gräsmarker.